# 동표
동표(董驃, 1933년 3월 30일 ~ 2006년 2월 22일)는 홍콩 출신의 영화 배우이자 영화 제작자이다. 홍콩에서 출생하였고 지난날 한때 중화민국 저장 성 닝보에서 잠시 유아기를 보낸 적이 있는 그는 훗날 성룡과 여러 영화에 나왔다. 한국판 성우는 황원이 전담을 맡았다.

## 국구 영화출연
- 1981년 미스터 부 4 - 조연
- 1983년 프로젝트 A - 조연
- 1985년 폴리스 스토리 - 표숙 역
- 1987년 프로젝트A 2 - 동 서장 역
- 1987년 강시소야
- 1988년 폴리스 스토리 2 - 표숙 역
- 1989년 미라클 - 동대천 역
- 1992년 폴리스 스토리 3 - 표숙 역
- 1993년 프로젝트 S - 주연 방 과장/표숙
- 1994년 취권 2 - 단역
- 1995년 홍번구 - 마표 역
- 1996년 폴리스 스토리 4 - 표숙 / 빌 역